# Ron Perkins
 (octobre 2015).
Si vous disposez d'ouvrages ou d'articles de référence ou si vous connaissez des sites web de qualité traitant du thème abordé ici, merci de compléter l'article en donnant les références utiles à sa vérifiabilité et en les liant à la section « Notes et références ».
Ron Perkins est un acteur américain, né le 29 mars 1961 à Saint-Louis, au Missouri, aux États-Unis.
Il est surtout connu pour son rôle de Mendel Stromm dans Spider-Man (2002) et est apparu dans Le Prestige (2006) en tant que directeur d'un hôtel fréquenté par Hugh Jackman, ainsi que dans neuf épisodes de Dr House en incarnant le Dr Ron Simpson.

## Filmographie
- Un amour infini, réalisé par Franco Zeffirelli (1981)
- Le Prince de New York, réalisé par Sidney Lumet (1981)
- Les Scouts de Beverly Hills, dirigé par Jeff Kanew (1989)
- Les indicateurs dans le miroir (1990)
- Or de Blake (1991)
- Le Secret (1992)
- Une fille d'affaires (1994)
- Volcan, réalisé par Mick Jackson (1997)
- Ronin, réalisé par John Frankenheimer (1998)
- La Tempête du siècle, dirigé par Craig R. Baxley, mini-série (1999)
- Triangle criminelle (2000)
- Firestarter : Sous l'emprise du feu, dirigé par Robert Iscove (2002)
- Spider-Man, réalisé par Sam Raimi (2002)
- Le Prestige, réalisé par Christopher Nolan (2006)
- Don't Worry, He Won't Get Far on Foot, réalisé par Gus Van Sant (2018)

## Télévision
- La Loi de Los Angeles (1 épisode, 1988)
- Larry et Balki (1 épisode, 1989)
- Roseanne (7 épisodes, 1988 - 1989)
- Le Prince de Bel-Air (1 épisode, 1990)
- Mariés, deux enfants (1 épisode, 1993)
- Diagnostic : Meurtre (1 épisode, 1997)
- New York Police Blues (1 épisode, 2002)
- Les Experts (1 épisode, 2004)
- Urgences (1 épisode, 2004)
- Dr House (5 épisodes, 2005 - 2007)
- Heroes (4 épisodes, 2008)
- Grey’s Anatomy (2 épisodes, 2010)
- Game Change, réalisé par Jay Roach, téléfilm (2011)